# هری شل
هِنری اورایلی «هری» شِل (انگلیسی: Henry O'Reilly "Harry" Schell؛ زادهٔ ۲۹ ژوئن ۱۹۲۱ در پاریس، درگذشتهٔ ۱۳ مهٔ ۱۹۶۰ در سیلورستون، نورث‌همپتون‌شر) رانندهٔ مسابقات اتومبیل‌رانی اهل ایالات متحده آمریکا بود که از فصل ۱۹۵۰ تا ۱۹۶۰ در مجموع در ۵۷ گراند پری از مسابقات جهانی فرمول یک شرکت کرد.
او در طول دوران فعالیت خود در فرمول، ۲ بار بر روی سکو رفت و ۳۲ امتیاز را نیز به نام خود به‌ثبت رساند.
شل در ۱۳ مهٔ ۱۹۶۰ بر اثر تصادف رانندگی در مرحلهٔ تمرین پیش از یک مسابقهٔ غیر قهرمانی در پیست سیلورستون واقع در سیلورستون، نورث‌همپتون‌شر درگذشت.